# 32 Bootis
33 Bootis, som är stjärnans Flamsteed-beteckning, är en ensam stjärna i den södra delen av stjärnbilden Björnvaktaren. Den har en skenbar magnitud på ca 5,55 och är svagt synlig för blotta ögat där ljusföroreningar ej förekommer. Baserat på parallaxmätning inom Hipparcosuppdraget på ca 9,0 mas, beräknas den befinna sig på ett avstånd på ca 403 ljusår (ca 124 parsek) från solen. Den rör sig närmare solen med en heliocentrisk radiell hastighet på −23 km/s. Stjärnan har en relativt stor egenrörelse och korsar himlavalvet med en hastighet av 0,195 bågsekunder per år.

## Egenskaper
32 Bootis är en gul till orange jättestjärna av spektralklass G8 III, som mest sannolikt befinner sig på den horisontella grenen och på väg att ingå i röda klumpen. Den har en massa som är ca 2,2 gånger solens massa, en radie som är ca 12 gånger större än solens och utsänder ca 79 gånger mera energi än solen från dess fotosfär vid en effektiv temperatur på ca 5 000 K.